# Lữ đoàn Cơ giới 1 Úc
Lữ đoàn Cơ giới 1 được quân đội Úc thành lập trong thế chiến thứ hai. Tháng 4 năm 1942, từ Lữ đoàn Kỵ binh 1 Úc đổi thành lữ đoàn cơ giới 1. Lữ đoàn nhập biên chế Sư đoàn Bộ binh 5 Úc sau đó lại chuyển vào biên chế sư đoàn cơ giới 1 vào tháng 9 năm 1942 và đến tháng 11 năm 1942, lại chuyển tới Sư đoàn Thiết giáp 3 Úc. Lữ đoàn được giải tán vào tháng 7 năm 1943, mà chưa tham gia bất kỳ trận đánh nào.

## Biên chế
Tiểu đoàn Trinh thám 1 Úc
Trung đoàn Cơ giới 5 Úc
Trung đoàn Cơ giới 11 Úc
Trung đoàn Cơ giới 16 Úc